# ريتشارد جاي غرين
ريتشارد جاي غرين (بالإنجليزية: Richard J. Green)‏ هو كيميائي أمريكي، ولد في 1964 في بوسطن في الولايات المتحدة.